# Achatocarpus hasslerianus
Achatocarpus hasslerianus là một loài thực vật có hoa trong họ Achatocarpaceae. Loài này được Heimerl mô tả khoa học đầu tiên năm 1912.